# Miguel Relvas
Miguel Fernando Cassola de Miranda Relvas (ur. 5 września 1961 w Lizbonie) – portugalski polityk, parlamentarzysta, działacz Partii Socjaldemokratycznej, w latach 2011–2013 minister delegowany do spraw parlamentarnych w rządzie Pedra Passosa Coelho.

## Życiorys
W latach 1962–1975 wraz z rodzicami mieszkał w Angoli. Po przyjeździe do Portugalii kształcił się w szkole średniej (kolegium) im. Nuno Álvaresa w Tomar. Ukończył studia licencjackie z dziedziny nauk politycznych i stosunków międzynarodowych na Universidade Lusófona. Pracował jako menedżer w sektorze prywatnym. Zaangażował się w działalność polityczną w Partii Socjaldemokratycznej, był m.in. sekretarzem generalnym jej organizacji młodzieżowej JSD (1997–1989), sekretarzem generalnym PSD (2004–2005), a także przewodniczącym jej rady regionalnej w Santarém (2002–2009). Przez dwanaście lat przewodniczył pracom zgromadzenia miejskiego w Tomar (1997–2009). W 1987 objął po raz pierwszy mandat posła do Zgromadzenia Republiki w okręgu Santarém. Reelekcję uzyskiwał w sześciu kolejnych wyborach do 2005 włącznie z tego samego okręgu. W 2009 został wykreślony z list wyborczych przez ówczesny zarząd PSD. W X kadencji parlamentu (2005–2009) pełnił funkcję przewodniczącego komisji robót publicznych, transportu i komunikacji. Z ramienia PSD sprawował również funkcje rządowe – w latach 2002–2004 był sekretarzem stanu do spraw władz lokalnych w rządzie José Manuela Barroso. Od 2006 do 2008 pełnił funkcję wicedyrektora związanego z PSD instytutu imienia Francisca Sá Carneiro. W 2010 powrócił na stanowisko sekretarza generalnego PSD, został także rzecznikiem prasowym partii. Funkcję tę pełnił do 2011. W tym samym roku powrócił do portugalskiego parlamentu.
W czerwcu 2011 został ministrem delegowanym ds. parlamentarnych w rządzie Pedro Passos Coelho. W kwietniu 2013 ustąpił z tego stanowiska, wcześniej kontrowersje wzbudziła m.in. sprawa jego wykształcenia. Powrócił później do działalności w sektorze prywatnym.
Żonaty, ma córkę. Został honorowym obywatelem Rio de Janeiro i członkiem loży wolnomularskiej.